# Laelaspisella
Laelaspisella es un género de ácaros de la familia Dermanyssidae.

## Especies
- Laelaspisella epigynialis Marais & Loots, 1969
- Laelaspisella foramenis (Karg, 1989)